# Пек, Чарльз Хортон
Чарльз Хо́ртон Пек (англ. Charles Horton Peck; 1833—1917) — американский миколог, ботаник и бриолог.

## Краткая биография
Чарльз Хортон Пек родился в 1833 году в городе Сэнд-Лэйк в штате Нью-Йорк. Учился в Педагогическом училище штата Нью-Йорк, (ныне Университет штата Нью-Йорк в Олбани), затем — в Юнион-колледже в Скенектади, где и получил степень бакалавра (B.A.). Посещал занятия Джонатана Пирсона по химии, математике и ботанике. В 1859 году Пек стал преподавать математику, ботанику, латинский и древнегреческий языки в Сэнд-Лэйкском институте. В 1861 году Пек женился на Мэри Кэтрин Слайтер. В том же году получил степень магистра гуманитарных наук (M.A.). После смерти жены, в ноябре 1912 и в начале 1913 года пережил два инсульта, после чего подал в отставку, принятую лишь два года спустя.
Пек был членом Ботанического общества Америки, Американской ассоциации содействия развитию науки, Национального географического общества, Ботанического клуба Торри и других научных обществ. Он описал более 2500 североамериканских видов грибов.

## Роды грибов, названные в честь Ч. Х. Пека
- Chapeckia M.E.Barr, 1978
- Neopeckia Sacc., 1883
- Peckia Clinton 1878 (=Drudeola)
- Peckiella (Sacc.) Sacc. 1891
- Peckifungus Kuntze 1891 (=Appendiculina)
- Peckiomyces Sacc. & Trotter 1913, nom. inval.